# Ocotea reticularis
Ocotea reticularis är en lagerväxtart som först beskrevs av Britton & Wilson, och fick sitt nu gällande namn av A.H. Liogier. Ocotea reticularis ingår i släktet Ocotea och familjen lagerväxter. Inga underarter finns listade i Catalogue of Life.